# 観光学研究科
観光学研究科（かんこうがくけんきゅうか、英称：Graduate School of Tourism）は、大学院の研究科のうち、観光を観光学として学術的に高度な研究・教育することを目指した教育機関である。

## 観光学研究科を置く大学
- 和歌山大学大学院
- 立教大学大学院
- 札幌国際大学大学院

## 観光学研究科と類似する研究科名称
- 琉球大学大学院　観光科学研究科

## 観光学を専攻できる他の研究科名称
- 北海道大学大学院国際広報メディア・観光学院（旧国際広報メディア研究科観光創造専攻）
- 東京都立大学
大学院 都市環境科学研究科 観光科学専攻
- 大阪府立大学大学院 経済学研究科 観光・地域創造専攻
- 東洋大学大学院　国際地域学研究科　国際観光学専攻
- 東海大学大学院 文学研究科 観光学専攻
- 帝京大学大学院 経済学研究科 経営学専攻 観光経営コース
- 長崎国際大学大学院 人間社会学研究科 観光学専攻